# Tallessalo
Tallessalo är en ö i Finland. Den ligger i sjön Lummenne och i kommunen Kuhmois i landskapet Mellersta Finland, i den södra delen av landet, 150 km norr om huvudstaden Helsingfors. Öns area är 9,2 hektar och dess största längd är 0,6 kilometer i öst-västlig riktning.